# Hôpital de Hatanpää
L'hôpital de Hatanpää (finnois : Hatanpään sairaala) est hôpital construit dans le quartier de Hatanpää à Tampere en Finlande.

## Présentation
En 1914, le manoir de Hatanpää est transformé en hôpital psychiatrique. 
Pendant la guerre civile finlandaise, le bâtiment principal du manoir et la villa de Nils Idman servent d'hôpital militaire. 
En 1919, la villa devient un hopital chirurgical et de médecine interne.
Le nouveau batiment de cinq étages est construit en 1935 selon les plans de Bertel Strömmer.
L'hôpital est un établissement du district hospitalier de Pirkanmaa.